# Cybianthus boissieri
Cybianthus boissieri är en viveväxtart som beskrevs av A. Dc.. Cybianthus boissieri ingår i släktet Cybianthus, och familjen viveväxter. Inga underarter finns listade i Catalogue of Life.